# Gustaf Fredrik Steffen

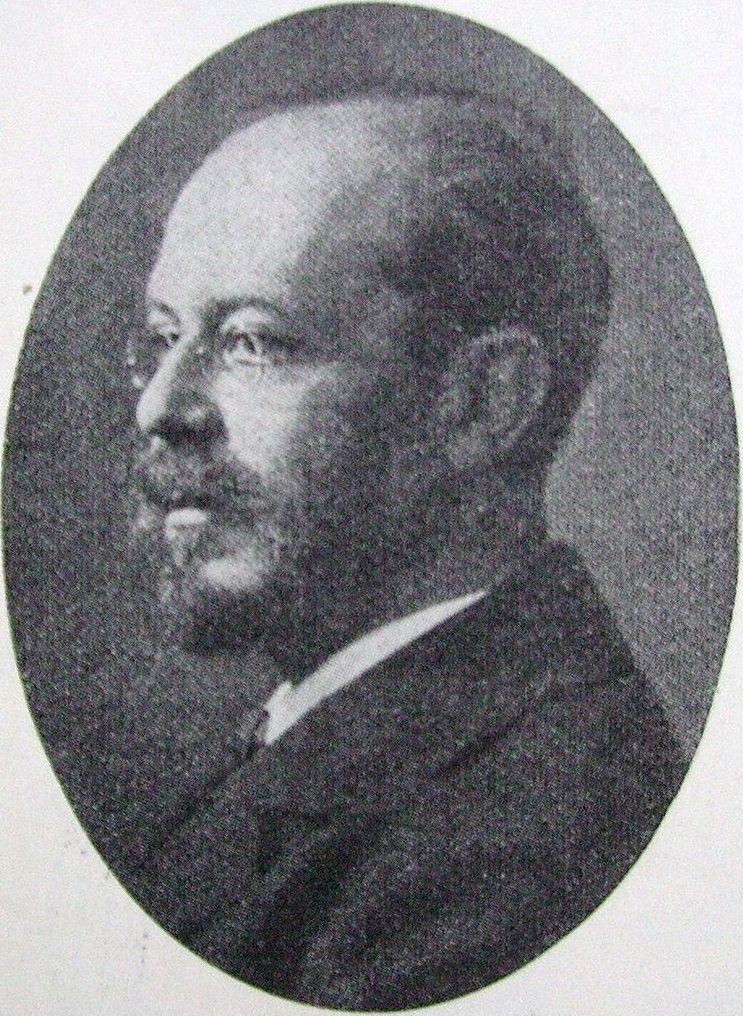
Gustaf Frederik Steffen (1928)

Gustaf Fredrick Steffen (* 4. Mai 1864 in Stockholm; † 15. April 1929 in Göteborg) war ein schwedischer Nationalökonom und Soziologe. Er war ein Vertreter der extrem psychologischen Richtung der Soziologie und postulierte: „Das Soziale an sich ist ganz Psyche, nur Psyche.“

## Werdegang
Steffen studierte an der Technischen Hochschule Aachen und an der Bergakademie Berlin, dort war er von 1885 bis 1887 technischer Assistent. Während dieser Zeit hörte er an der Universität Berlin Vorlesungen von Gustav Schmoller. Von 1887 bis 1897 war er Korrespondent für schwedische Zeitungen in London und hatte dort Beziehungen zur Fabian Society und war mit Peter Kropotkin befreundet. Von 1897 bis 1902 war Steffen Korrespondent in Florenz. Er wurde 1903 von der Universität Rostock zum Dr. phil. promoviert und übernahm alsbald den ersten Lehrstuhl für Nationalökonomie und Soziologie an der Handelshochschule in Göteborg. Steffen war Mitglied der Königlichen Wissenschafts- und Literaturgesellschaft in Göteborg sowie korrespondierendes Mitglied der Deutschen Gesellschaft für Soziologie. Politisch betätigte er sich in der schwedischen Sozialdemokratie.

## Psychologische Soziologie
Für Steffen ist die Soziologie eine psychologische Wissenschaft, ihr Gegenstand seien die Wechselwirkungen oder die einseitigen Beeinflussungen zwischen menschlichen Bewußtheiten. Ihr Ziel sei die psychologische Erklärung des Gesellschaftslebens, seine Entstehung und Entwicklung, sie habe die Mentalität und nicht die Materialität der Gesellschaft zu erfassen. Alle gesellschaftlichen Grundtatsachen seien im Bewusstsein des Einzelnen zu suchen. Somit sei die soziale Entwicklung eine Geschichte der Seele. Laut Knospe löst Steffen auf diese Weise „die Soziologie vollends in Psychologie, ja in Individualpsychologie auf.“

## Deutschsprachige Schriften (Auswahl)
- Die Demokratie in England: einige Beobachtungen im neuen Jahrhundert und ein Renaissanceepilog. Diederichs, Jena 1911.
- Der Weg zu sozialer Erkenntnis. Diederichs, Jena 1911.
- Das Problem der Demokratie. Diederichs, Jena 1912 (online – Internet Archive).
- Die Irrwege sozialer Erkenntnis. Diederichs, Jena 1913.
- Weltkrieg und Imperialismus.  Diederichs, Jena 1915 (online – Internet Archive).
- Demokratie und Weltkrieg.  Diederichs, Jena 1916 (online – Internet Archive).
- Der Weltfriede und seine Hindernisse.  Diederichs, Jena 1918 (online – Internet Archive).
- Die Grundlage der Soziologie: Ein Programm zu der Methode der Gesellschaftswissenschaft. Diederichs, Jena 1928.